# Louis Dumont
Louis Dumont (Tessalônica, 1911 — Paris, 19 de novembro de 1998) foi um antropólogo francês, discípulo de Marcel Mauss. Foi professor da Universidade de Oxford e diretor de estudos da Escola de Altos Estudos em Ciências Sociais francesa, membro da Academia Britânica e da Academia de Artes e Ciências dos Estados Unidos. Autor de obras consagradas, estudou profundamente o sistema de castas da Índia, teorizando sobre as ideologias da hierarquia e igualdade, e a emergência do individualismo na sociedade moderna. Além de ter contribuído profundamente para o estudo das terminologias de parentesco dravidianas da Índia do sul.

## Obras
- Homo Aequalis
- Homo Hiearchicus: o sistema de castas e suas implicações.
- Homo aequalis: gênese e expansão da ideologia econômica.
- O Individualismo: Uma perspectiva antropológica da ideologia moderna.
- Introdução a duas teorias em antropologia social.
- A ideologia alemã: da França à Alemanha e de volta à França.